# Forsskaolea tenacissima
Forsskaolea tenacissima är en nässelväxtart som beskrevs av Carl von Linné. Forsskaolea tenacissima ingår i släktet Forsskaolea och familjen nässelväxter. Inga underarter finns listade i Catalogue of Life. Den är namngiven efter Peter Forsskål.